# إيغا بومغارت-فيتان
إيغا بومغارت-ويتان (من مواليد 11 أبريل 1989) هي عداءة بولندية متخصصة في سباق 400 متر. فازت بالعديد من الميداليات في البطولات الكبرى كجزء من فريق البولندي في 4 × 400 متر تتابع، بما في ذلك تحقيق الميدالية الذهبية في التتابع المختلط والميدالية الفضية في سباق تتابع سيدات في دورة الألعاب الأولمبية الصيفية 2020 في طوكيو، اليابان.
مثلت بومغارت-فيتان بولندا في سباقات التتابع في الألعاب الأولمبية الصيفية 2012 في لندن والألعاب الأولمبية الصيفية 2016 في ريو وكذلك في خمس بطولات عالمية. فازت بثلاثة ألقاب وطنية بولندية.